# Suniefredo
Suniefredo fue un rebelde visigodo que tomó el título real en 692, pero solo gobernó unos meses, habiendo sido derrotado ya en el 693.

## Biografía
Las medidas del rey Égica contra la familia de su antecesor y suegro Ervigio y el poner límites al enriquecimiento del alto clero en el III Concilio de Zaragoza (691), le pudo acarrear al rey el enfrentamiento con un sector poderoso de la nobleza y el clero. Fue en este contexto cuando Égica tuvo que enfrentarse a una conspiración para reemplazarle en el trono y asesinarle.
En mayo de 693 el rey convocó el XVI Concilio de Toledo para sancionar las medidas contra el metropolitano de Toledo, Sisberto, —que habría ungido rey a Suniefredo en Toledo—, puesto que su destitución debía ser sancionada por un procedimiento canónico. Por las actas de los firmantes al Concilio se pone de manifiesto que había habido miembros de la nobleza palatina que habían pretendido obtener la dignidad regia, y la renovación del personal palatino a raíz de la conspiración. Entre los conspiradores (Frogellios, Teodomiro, Liuvila, Tecla y otros) aparecieron parientes del rey Ervigio como su viuda Liuvigoto, pero parece que esto fue una artimaña de Égica para liquidar a la familia de Ervigio; aunque por otro lado E. A. Thompson indica todo lo contrario, que la conspiración iba encaminada también contra la reina Liuvigoto.
Se ha conservado una moneda a nombre de Suniefredo que muestra que los conspiradores tuvieron el control de Toledo durante un tiempo. De lo que se ha deducido que el obispo de Toledo, Sisberto, participara del complot y ungiera a Suniefredo como rey.
Probablemente la rebelión estalló en la segunda mitad del año 692, y quizás se prolongó hasta al menos el mes de marzo del 693. Una vez que el rey Égica reunió a sus tropas e inició la represión, la resistencia no debió ser muy fuerte: pronto pudo regresar a la capital, Toledo, y retomarla.
Desconocemos la suerte de Suniefredo, pero sí se conoce la del metropolitano toledano Sisberto, pues a él se aludió en el XVI Concilio de Toledo, convocado por Égica nada más regresar a la capital, y que se inauguró el 25 de abril del 693 y concluyó el 2 de mayo de 693. Los obispos secularizaron a Sisberto, que además fue excomulgado, prohibiéndosele recibir la comunión hasta sus últimos momentos, salvo que antes obtuviera el perdón real; naturalmente se le confiscaron también todos sus bienes. El depuesto metropolitano, asistente al acto, se confesó culpable, y escuchó la sentencia.
Asimismo, el XVI Concilio aceptó los cambios de sedes episcopales promovidos el Égica: La sede de Toledo fue ocupada por Félix, anterior obispo de Sevilla y biógrafo de Julián; Faustino, obispo de Braga ocupó la sede vacante de Sevilla.